# Amenitní migrace

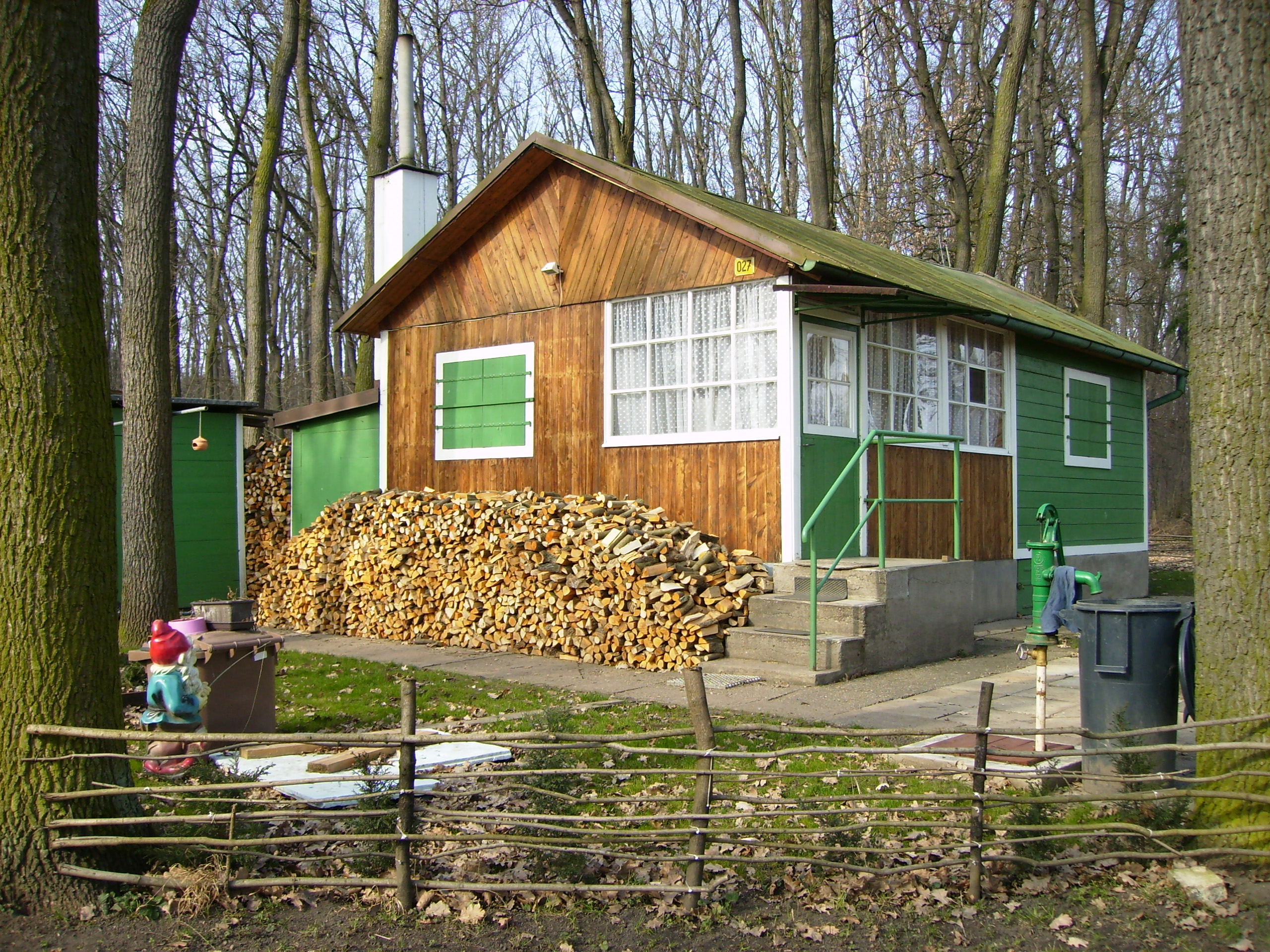
Chatová osada v přírodní rezervaci Hrbáčkovy tůně v okresu Nymburk

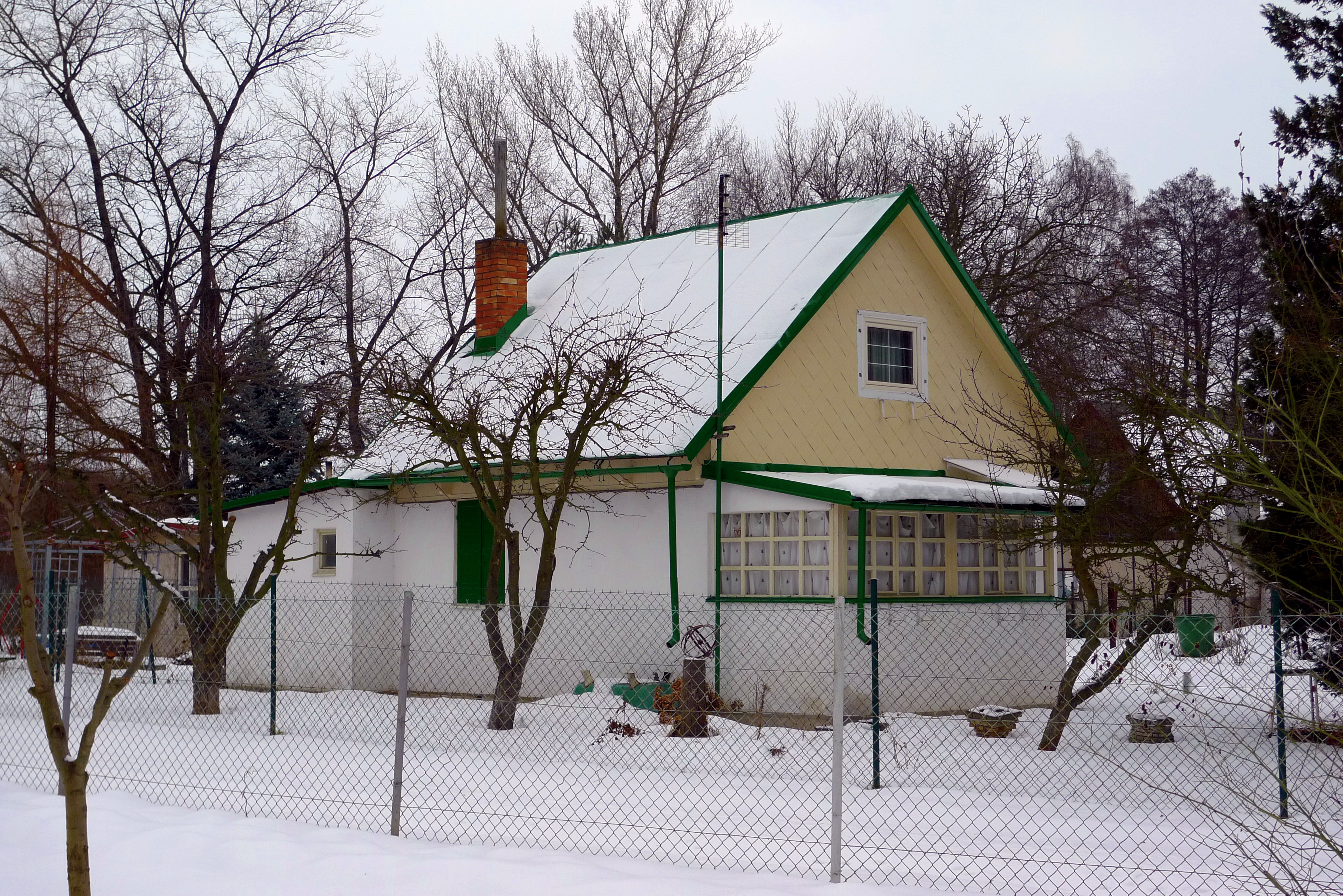
Chatová osada Felinka u Ostré – typický cíl amenitních migrantů

Amenitní migrace (též požitková migrace nebo zelená migrace nebo také naturbanizace) je sociologický a urbanistický pojem, který označuje stěhování určité skupiny městských obyvatel na venkov (příp. též do starých jader menších měst). Tato migrace není podmíněna ekonomickými důvody, ale zájmem o jinou kvalitu života. Jeden typ migrantů hledá možnost žít v lepším přírodním prostředí, druhý se zaměřuje na kulturní specifika cílové oblasti – místní obyčeje, tradice apod.
Jednou z dílčích příčin tohoto jevu je dostupnost informačních technologií (mobilní telefon, VoIP, internet a další) a tedy menší potřeba cestovat každý den do centra měst za prací.
V tomto případě se nejedná o stěhování do suburbií, ale do rekreačních chalup. Předstupněm této migrace proto může být druhé bydlení – chataření a chalupaření.
Amenitní migrace přináší pozitiva i negativa. Pro vesnice je přínosný příliv nových obyvatel, rizikem je možné nepřijetí přistěhovalců ze strany původních vesničanů.